# 颶風艾琳
飓风艾琳（英語：Hurricane Irene，美國海軍研究實驗室：09L）是2011年大西洋颶風季一個颶風，在八月份吹襲美國東岸，並於8月27日在北卡羅萊納州首次登陸。美國最大城市紐約亦都受其吹襲。已經造成至少11人死亡。飓风艾琳是美國歷史上受威脅人口最多的一次颶風災難。对美國造成的经济损失估计在100～200億美元。